# Emma Byrne
Emma Byrne (Leixlip, 14 de juny de 1979) és una portera de futbol internacional amb la República d'Irlanda. Ostenta el record de partits amb la selecció amb 127 internacionalitats, i amb el Arsenal ha guanyat la Lliga de Campions 06/07 sent clau per a la victòria a la final i nombrosos títols nacionals.

## Trajectòria
| Temporades   | Lliga             | Club                     | P   | G | Actualitzat |
| ------------ | ----------------- | ------------------------ | --- | - | ----------- |
|              | D1                | Saint Patrick's Athletic |     |   |             |
|              | D1                | Fortuna Hjørring         |     |   |             |
| 00/01 - act. | D1                | Arsenal FC               |     |   |             |
|              |                   |                          |     |   |             |
| 1996 - act.  | Selecció absoluta | Selecció absoluta        | 125 | 0 | 14/05/2016  |

## Palmarès
| Títols — Seleccions nacionals            |      |      |      |      |      |      |      |      |      |      |      |
|                                          |      |      |      |      |      |      |      |      |      |      |      |
| Títols — Clubs                           |      |      |      |      |      |      |      |      |      |      |      |
| 01 Lliga de Campions                     | 2007 |      |      |      |      |      |      |      |      |      |      |
| 11 Lligues                               | 2001 | 2002 | 2004 | 2005 | 2006 | 2007 | 2008 | 2009 | 2010 | 2011 | 2012 |
| 09 Copes                                 | 2001 | 2004 | 2006 | 2007 | 2008 | 2009 | 2011 | 2013 | 2014 | 2016 |      |
| 08 Copes de la Lliga                     | 2000 | 2001 | 2005 | 2007 | 2008 | 2011 | 2012 | 2013 | 2015 |      |      |
| Reconeixements — Premis                  |      |      |      |      |      |      |      |      |      |      |      |
|                                          |      |      |      |      |      |      |      |      |      |      |      |
| Reconeixements — Seleccions de jugadores |      |      |      |      |      |      |      |      |      |      |      |
|                                          |      |      |      |      |      |      |      |      |      |      |      |